# Tkemali
Tkemali (gruz. ტყემალი)  je gruzijski umak koji se pravi prvenstveno od crvenolisne šljive, ponekad aluče ili drugih sorti šljive. Koriste se i crvena i zelena sorta šljive. Okus umaka varira, ali uglavnom je oštro trpak. Da bi se smanjila razina trpkosti, povremeno se tijekom pripreme dodaju slađe vrste šljiva. Tradicionalno se uz šljivu koriste sljedeći sastojci: češnjak, menta, kim, korijander, kopar, čili paprika i sol.
Tkemali se koristi za pržena ili pečena jela od mesa, peradi i krumpira, a mjesto u gruzijskoj kuhinji ima slično onom koje ima kečap u Sjedinjenim Državama. Može se napraviti kod kuće, ali ga također masovno proizvodi nekoliko gruzijskih i ruskih tvrtki.